# Оперативна гра
Оперативна гра — термін, який використовували органи державної безпеки, і означав систему операцій і заходів, в ході яких орган державної безпеки від імені та за участю подвійного агента систематично направляє противнику різного роду дезінформаційні відомості та звіти агента про його діяльність.
У результаті оперативної гри дії противника опинялися під контролем органів державної безпеки і з допомогою агента прямували у вигідному їм напрямку. Оперативні ігри, в яких використовувалися отримані подвійним агентом від противника радіозасоби, називалися радіогра.
В оперативних іграх під контролем органів державної безпеки могли використовуватися заарештовані агенти зарубіжних розвідок і емісари зарубіжних організацій, про провал і арешт яких противнику не було відомо. Крім того, в іграх могли бути використані «втемну» виявлені агенти противника.